# Eugen Taflan
Eugen Taflan (n. secolul al XX-lea – d. secolul al XX-lea) a fost un pilot român de aviație, as al Aviației Române din cel de-al Doilea Război Mondial.
Adjutantul stagiar (r.) Eugen Taflan a fost decorat cu Ordinul „Virtutea Aeronautică” de Război cu spade, clasa Crucea de Aur (28 noiembrie 1941) cu următoarea justificare: „A executat 21 misiuni de războiu, dovedindu-se un pilot cu mult curaj și sânge rece. Angajând o luptă aeriană, reușește să gonească vânătoarea bolșevică și să degajeze astfel avionul de observație pe care-l proteja”.

## Decorații
- Ordinul „Virtutea Aeronautică” de Război cu spade, clasa Crucea de Aur (28 noiembrie 1941)[1]